# 巻誠一郎
巻 誠一郎（まき せいいちろう、1980年8月7日 - ）は、熊本県下益城郡小川町（現：宇城市）出身の元プロサッカー選手。現役時代のポジションはフォワード。元日本代表。
実父はロアッソ熊本持株会元理事の巻昇治、実弟は元プロサッカー選手の巻佑樹。実妹はハンドボール選手の巻加理奈。

## 経歴
幼い頃は色々なスポーツに触れて育ち、小学1年生からアイスホッケー、小学5年生からサッカーを続け、高校2年生まで両スポーツを両立していた。高校1年時には父親が監督を務めるアイスホッケー熊本県代表チームの選手として国体にも出場した。熊本県立大津高等学校では2年次に冬の選手権でベスト8進出に貢献。高校時代も本職はFWだったが、DFとしてプレーした際の評価のほうが高く、実際Jリーグのクラブのほか、スペインからもDFとしてオファーがあった。
高校卒業後は駒澤大学へ進学し、1年目からスタメンとして出場するようになる。深井正樹とコンビを組み「大学サッカー史上最高の2トップ」と謳われた。4年次の2002年にはチームを関東大学リーグ初優勝に導き、深井正樹と同数の12得点で得点王にもなった。また2001年夏季ユニバーシアードの日本代表に選出された。
2003年、ジェフユナイテッド市原に入団。同年から監督に就任したイビチャ・オシムの下で指導を受ける。1年目は17試合に出場、2年目の2004年は途中出場が多かったもののリーグ戦全試合に出場した。2005年以降は先発FWの主軸として定着した。2005年に自身初の二桁得点となる12得点を挙げ、翌2006年にも12得点を記録した。
2005年にジーコから日本代表に初選出され、7月31日の東アジア選手権・北朝鮮戦で初出場した。2006年、ワールドカップ・ドイツ大会へのメンバー入りは厳しいと思われていたが、有力視されていたFWの1人である久保竜彦が怪我からの回復が思わしくなかったため選外となった事もあり、直前の強化試合での好プレーを見せた巻が滑り込みでサプライズ選出を果たした。グループリーグ最終節のブラジル戦では先発出場を果たした。
イビチャ・オシムが代表監督に就任後もジーコ時代の代表メンバーが大幅に入れ替わる中で、引き続き代表に選出された。2007年シーズン終了後、千葉から主力選手が大量に移籍する中、自身も大宮アルディージャからのオファーを受けたが、残留を選んだ。2008年9月14日にJ1通算13000ゴールを挙げる。2009年5月9日（J1第11節）、自身Jリーグ通算50得点目をヘディングで決めた。2009年はチームと自身共に不調で5得点に終わり、J2降格も経験。また、この年を最後に代表に呼ばれなくなった。
2010年は若返りを目指すクラブの方針もあり先発出場が大きく減り、また6月にはクラブの幹部から翌季の契約見送りの意志を伝えられていたという。ロシア・プレミアリーグのFCアムカル・ペルミからのオファーを受け、2010年7月23日に完全移籍が発表された。退団会見では、「笑われるかもしれないが、このクラブ（ジェフユナイテッド）は僕にとってマンUやバルセロナと同じ価値がある。また戻ってこられるように頑張りたい」と涙を浮かべながら述べた。
アムカル・ペルミ退団後、2011年3月、日本人選手獲得を公言していたフィリップ・トルシエ率いる中国スーパーリーグの深圳紅鑽球倶楽部と契約し、楽山孝志と共に入団したが、右側足首痛症負傷。治療する環境が揃っていない事を理由に契約解除し退団した。
2011年8月17日、J2の東京ヴェルディに加入。1年ぶりにJリーグへ復帰した。
2011年11月20日、味の素スタジアムで古巣である千葉相手に決勝点を決めた。ヒーローインタビューでは両チームのサポーターから拍手を受け、巻は「今でも心の中には千葉というクラブがあり続けるし、感謝の気持ちや千葉のサポーターの方々に育ててもらったという思いは僕がサッカーを辞めてもずっと残り続けるもの」とコメントした。
2011年12月15日、アイスホッケーチーム東北フリーブレイズのメンタルアドバイザーに就任。
2012年は、開幕直後の練習中に顔面骨折で全治3か月の重傷を負って戦線離脱。その後復帰したが、9月20日に右足間接骨折で全治3ヶ月と診断され、残りのシーズンを棒に振った。
2013年は7月に入るまでスタメン出場がないなど調子が上がらなかったが、その後ある程度持ち直し、同年東京Vに加入した高原直泰と、元日本代表2トップを組むなどして奮闘した。
2014年、出身地・熊本に本拠地を置くJ2のロアッソ熊本へ完全移籍。同シーズンはチームの主力として、途中交代での攻撃の切り札として多くの試合に出場した。2015年シーズンも同様に途中交代ながらチームに欠かせない選手としてチームを引っ張った。
2016年4月14日に発生した熊本地震を受け、所属クラブの試合は中止を余儀なくされたが、自らはすぐさま復興支援のための募金サイト「YOUR ACTION KUMAMOTO」を立ち上げた他、様々な復興支援活動に尽力した。同年は途中交代の切り札としての出番が多く、2010年以来の公式戦無得点となった。2017年シーズンは途中出場が多いながらも30試合3得点の結果を残した。2018年シーズンは背番号を慣れ親しんだ18に変更し、25試合1得点の結果を残したが、チームは21位に終わりJ3リーグ降格となった。
2018年7月1日、CF Partners株式会社の社外取締役に就任 した。
2018年シーズンを以て現役を引退。
2019年10月24日に開催されたJリーグ理事会において同年開催のJリーグアウォーズでJリーグ功労選手賞の授与が決定した。
ここ最近は有吉ゼミ内の企画のチャレンジグルメのコーナーで大食い企画に挑戦し、全て完食している。
2020年3月より、TNCテレビ西日本の情報番組ももち浜ストアの月曜コメンテーターとして出演中。

## 所属クラブ
ユース経歴
- 1987年 - 1992年 小川町立河江小学校
- 1993年 - 1995年 小川町立小川中学校
- 1996年 - 1998年 熊本県立大津高等学校
- 1999年 - 2002年 駒澤大学

プロ経歴
- 2003年 - 2010年7月  ジェフユナイテッド市原/ジェフユナイテッド市原・千葉
- 2010年7月 - 2011年2月  FCアムカル・ペルミ
- 2011年3月 - 同年7月  深圳紅鑽足球倶楽部
- 2011年8月 - 2013年  東京ヴェルディ
- 2014年 - 2018年  ロアッソ熊本

## 個人成績
| 国内大会個人成績 | 国内大会個人成績 | 国内大会個人成績 | 国内大会個人成績 | 国内大会個人成績 | 国内大会個人成績 | 国内大会個人成績 | 国内大会個人成績 | 国内大会個人成績 | 国内大会個人成績 | 国内大会個人成績 | 国内大会個人成績 |
| 年度             | クラブ           | 背番号           | リーグ           | リーグ戦         | リーグ戦         | リーグ杯         | リーグ杯         | オープン杯       | オープン杯       | 期間通算         | 期間通算         |
| 年度             | クラブ           | 背番号           | リーグ           | 出場             | 得点             | 出場             | 得点             | 出場             | 得点             | 出場             | 得点             |
| 日本             | 日本             | 日本             | 日本             | リーグ戦         | リーグ戦         | リーグ杯         | リーグ杯         | 天皇杯           | 天皇杯           | 期間通算         | 期間通算         |
| ---------------- | ---------------- | ---------------- | ---------------- | ---------------- | ---------------- | ---------------- | ---------------- | ---------------- | ---------------- | ---------------- | ---------------- |
| 1998             | 大津高           | -                | -                | -                | -                | -                | -                | 1                | 0                | 1                | 0                |
| 2001             | 駒澤大           | 9                | -                | -                | -                | -                | -                | 2                | 0                | 2                | 0                |
| 2002             | 駒澤大           | 9                | -                | -                | -                | -                | -                | 2                | 1                | 2                | 1                |
| 2003             | 市原/千葉        | 18               | J1               | 17               | 2                | 4                | 0                | 3                | 1                | 24               | 3                |
| 2004             | 市原/千葉        | 18               | J1               | 30               | 6                | 5                | 4                | 1                | 0                | 36               | 10               |
| 2005             | 市原/千葉        | 18               | J1               | 33               | 12               | 10               | 4                | 2                | 1                | 45               | 17               |
| 2006             | 市原/千葉        | 18               | J1               | 32               | 12               | 5                | 3                | 1                | 0                | 38               | 15               |
| 2007             | 市原/千葉        | 18               | J1               | 34               | 5                | 6                | 0                | 1                | 0                | 41               | 5                |
| 2008             | 市原/千葉        | 18               | J1               | 30               | 11               | 3                | 0                | 0                | 0                | 33               | 11               |
| 2009             | 市原/千葉        | 18               | J1               | 31               | 5                | 5                | 1                | 3                | 1                | 39               | 7                |
| 2010             | 市原/千葉        | 18               | J2               | 13               | 0                | -                | -                | -                | -                | 13               | 0                |
| ロシア           | ロシア           | ロシア           | ロシア           | リーグ戦         | リーグ戦         | ロシア杯         | ロシア杯         | オープン杯       | オープン杯       | 期間通算         | 期間通算         |
| 2010             | アムカル         | 9                | プレミア         | 9                | 0                | 0                | 0                | -                | -                | 9                | 0                |
| 中国             | 中国             | 中国             | 中国             | リーグ戦         | リーグ戦         | リーグ杯         | リーグ杯         | FA杯             | FA杯             | 期間通算         | 期間通算         |
| 2011             | 深圳紅鑽         | 18               | 超級             | 4                | 0                | -                | -                | -                | -                | 4                | 0                |
| 日本             | 日本             | 日本             | 日本             | リーグ戦         | リーグ戦         | リーグ杯         | リーグ杯         | 天皇杯           | 天皇杯           | 期間通算         | 期間通算         |
| 2011             | 東京V            | 41               | J2               | 14               | 3                | -                | -                | 2                | 0                | 16               | 3                |
| 2012             | 東京V            | 18               | J2               | 18               | 1                | -                | -                | 0                | 0                | 18               | 1                |
| 2013             | 東京V            | 18               | J2               | 19               | 3                | -                | -                | 2                | 2                | 21               | 5                |
| 2014             | 熊本             | 36               | J2               | 38               | 2                | -                | -                | 1                | 0                | 39               | 2                |
| 2015             | 熊本             | 36               | J2               | 39               | 3                | -                | -                | 2                | 0                | 41               | 3                |
| 2016             | 熊本             | 36               | J2               | 35               | 0                | -                | -                | 0                | 0                | 35               | 0                |
| 2017             | 熊本             | 36               | J2               | 30               | 3                | -                | -                | 2                | 0                | 32               | 3                |
| 2018             | 熊本             | 18               | J2               | 25               | 1                | -                | -                | 1                | 0                | 26               | 1                |
| 通算             | 日本             | 日本             | J1               | 207              | 53               | 38               | 12               | 11               | 3                | 256              | 68               |
| 通算             | 日本             | 日本             | J2               | 231              | 16               | -                | -                | 10               | 2                | 241              | 18               |
| 通算             | 日本             | 日本             | 他               | -                | -                | -                | -                | 5                | 1                | 5                | 1                |
| 通算             | ロシア           | ロシア           | プレミア         | 9                | 0                | 0                | 0                | -                | -                | 9                | 0                |
| 通算             | 中国             | 中国             | 超級             | 4                | 0                | -                | -                | -                | -                | 4                | 0                |
| 総通算           | 総通算           | 総通算           | 総通算           | 451              | 69               | 38               | 12               | 26               | 6                | 515              | 84               |

- Jリーグ初出場 - 2003年3月22日 J1 1st第1節 東京ヴェルディ1969戦 （市原臨海競技場）
- Jリーグ初得点 - 2003年8月2日 J1 1st第15節 浦和レッドダイヤモンズ戦 （国立霞ヶ丘競技場）

その他の国際公式戦
- 2006年
  - A3チャンピオンズカップ 3試合2得点

## タイトル

### クラブ
駒澤大学
- 全日本大学サッカー選手権大会：1回（2001年）
- 総理大臣杯全日本大学サッカートーナメント：1回（2002年）
- 関東大学サッカーリーグ戦1部：1回（2002年）

ジェフユナイテッド千葉
- Jリーグカップ：2回（2005年、2006年）

### 代表
ユニバーシアード日本代表
- ユニバーシアード：1回（2001年）

### 個人
- 関東大学サッカーリーグ戦1部・得点王：1回（2002年）
- Jリーグ功労選手賞：1回（2019年）

## 代表歴
- A代表初出場 - 2005年7月31日 東アジアサッカー選手権2005 北朝鮮戦 （大田ワールドカップ競技場）
- A代表初得点 - 2006年2月10日 国際親善試合 アメリカ戦 （SBCパーク）

### 出場大会など
- ユニバーシアード日本代表
  - 2001年 - 2001年夏季ユニバーシアード
- 日本代表
  - 2005年 - 東アジアサッカー選手権2005
  - 2006年 - ドイツW杯
  - 2007年 - アジアカップ2007

### 試合数
- 国際Aマッチ 38試合 8得点 （2005年-2009年）[1]

| 日本代表 | 国際Aマッチ | 国際Aマッチ |
| 年       | 出場        | 得点        |
| -------- | ----------- | ----------- |
| 2005     | 3           | 0           |
| 2006     | 14          | 3           |
| 2007     | 9           | 4           |
| 2008     | 9           | 1           |
| 2009     | 3           | 0           |
| 通算     | 38          | 8           |

### 出場
| No. | 開催日         | 開催都市         | スタジアム                         | 対戦相手                 | 結果        | 監督             | 大会                   |
| --- | -------------- | ---------------- | ---------------------------------- | ------------------------ | ----------- | ---------------- | ---------------------- |
| 1.  | 2005年07月31日 | 大田             |                                    | 北朝鮮                   | ●0-1        | ジーコ           | 東アジア選手権         |
| 2.  | 2005年08月03日 | 大田             |                                    | 中華人民共和国           | △2-2        | ジーコ           | 東アジア選手権         |
| 3.  | 2005年08月07日 | 大邱             |                                    | 韓国                     | ○1-0        | ジーコ           | 東アジア選手権         |
| 4.  | 2006年02月10日 | サンフランシスコ |                                    | アメリカ合衆国           | ●2-3        | ジーコ           | 国際親善試合           |
| 5.  | 2006年02月18日 | 静岡県           | 静岡県小笠山総合運動公園スタジアム | フィンランド             | ○2-0        | ジーコ           | キリンチャレンジカップ |
| 6.  | 2006年02月22日 | 神奈川県         | 横浜国際総合競技場                 | インド                   | ○6-0        | ジーコ           | アジアカップ予選       |
| 7.  | 2006年03月30日 | 大分県           | 大分スポーツ公園総合競技場         | エクアドル               | ○1-0        | ジーコ           | キリンチャレンジカップ |
| 8.  | 2006年05月09日 | 大阪府           | 長居陸上競技場                     | ブルガリア               | ●1-2        | ジーコ           | キリンカップ           |
| 9.  | 2006年05月13日 | 埼玉県           | 埼玉スタジアム2002                 | スコットランド           | △0-0        | ジーコ           | キリンカップ           |
| 10. | 2006年06月04日 | デュッセルドルフ |                                    | マルタ                   | ○1-0        | ジーコ           | 国際親善試合           |
| 11. | 2006年06月22日 | ドルトムント     |                                    | ブラジル                 | ●1-4        | ジーコ           | ワールドカップ         |
| 12. | 2006年08月16日 | 新潟県           | 新潟スタジアム                     | イエメン                 | ○2-0        | イビチャ・オシム | アジアカップ予選       |
| 13. | 2006年09月03日 | ジッダ           |                                    | サウジアラビア           | ●0-1        | イビチャ・オシム | アジアカップ予選       |
| 14. | 2006年09月06日 | サヌア           |                                    | イエメン                 | ○1-0        | イビチャ・オシム | アジアカップ予選       |
| 15. | 2006年10月04日 | 神奈川県         | 横浜国際総合競技場                 | ガーナ                   | ●0-1        | イビチャ・オシム | キリンチャレンジカップ |
| 16. | 2006年10月11日 | バンガロール     |                                    | インド                   | ○3-0        | イビチャ・オシム | アジアカップ予選       |
| 17. | 2006年11月15日 | 北海道           | 札幌ドーム                         | サウジアラビア           | ○3-1        | イビチャ・オシム | アジアカップ予選       |
| 18. | 2007年03月24日 | 神奈川県         | 横浜国際総合競技場                 | ペルー                   | ○2-0        | イビチャ・オシム | キリンチャレンジカップ |
| 19. | 2007年06月01日 | 静岡県           | 静岡県小笠山総合運動公園スタジアム | モンテネグロ             | ○2-0        | イビチャ・オシム | キリンカップ           |
| 20. | 2007年06月05日 | 埼玉県           | 埼玉スタジアム2002                 | コロンビア               | △0-0        | イビチャ・オシム | キリンカップ           |
| 21. | 2007年07月13日 | ハノイ           |                                    | アラブ首長国連邦         | ○3-1        | イビチャ・オシム | アジアカップ           |
| 22. | 2007年07月16日 | ハノイ           |                                    | ベトナム                 | ○4-1        | イビチャ・オシム | アジアカップ           |
| 23. | 2007年07月21日 | ハノイ           |                                    | オーストラリア           | △1-1(PK4-3) | イビチャ・オシム | アジアカップ           |
| 24. | 2007年07月25日 | ハノイ           |                                    | サウジアラビア           | ●2-3        | イビチャ・オシム | アジアカップ           |
| 25. | 2007年09月07日 | クラーゲンフルト |                                    | オーストリア             | △0-0(PK3-4) | イビチャ・オシム | 3大陸トーナメント      |
| 26. | 2007年09月11日 | クラーゲンフルト |                                    | スイス                   | ○4-3        | イビチャ・オシム | 3大陸トーナメント      |
| 27. | 2008年01月26日 | 東京都           | 国立霞ヶ丘競技場陸上競技場         | チリ                     | △0-0        | 岡田武史         | キリンチャレンジカップ |
| 28. | 2008年01月30日 | 東京都           | 国立霞ヶ丘競技場陸上競技場         | ボスニア・ヘルツェゴビナ | ○3-0        | 岡田武史         | キリンチャレンジカップ |
| 29. | 2008年02月06日 | 埼玉県           | 埼玉スタジアム2002                 | タイ                     | ○4-1        | 岡田武史         | ワールドカップ予選     |
| 30. | 2008年03月26日 | マナマ           |                                    | バーレーン               | ●0-1        | 岡田武史         | ワールドカップ予選     |
| 31. | 2008年05月27日 | 埼玉県           | 埼玉スタジアム2002                 | パラグアイ               | △0-0        | 岡田武史         | キリンカップ           |
| 32. | 2008年06月02日 | 神奈川県         | 横浜国際総合競技場                 | オマーン                 | ○3-0        | 岡田武史         | ワールドカップ予選     |
| 33. | 2008年06月22日 | 埼玉県           | 埼玉スタジアム2002                 | バーレーン               | ○1-0        | 岡田武史         | ワールドカップ予選     |
| 34. | 2008年10月09日 | 新潟県           | 新潟スタジアム                     | アラブ首長国連邦         | △1-1        | 岡田武史         | キリンチャレンジカップ |
| 35. | 2008年11月13日 | 兵庫県           | 御崎公園球技場                     | シリア                   | ○3-1        | 岡田武史         | キリンチャレンジカップ |
| 36. | 2009年01月20日 | 熊本県           | 熊本県民総合運動公園陸上競技場     | イエメン                 | ○2-1        | 岡田武史         | アジアカップ予選       |
| 37. | 2009年01月28日 | マナマ           |                                    | バーレーン               | ●0-1        | 岡田武史         | アジアカップ予選       |
| 38. | 2009年02月04日 | 東京都           | 国立霞ヶ丘競技場陸上競技場         | フィンランド             | ○5-1        | 岡田武史         | キリンチャレンジカップ |

### ゴール
| #  | 開催年月日    | 開催地                         | 対戦国         | 勝敗 | 試合概要                            |
| -- | ------------- | ------------------------------ | -------------- | ---- | ----------------------------------- |
| 1. | 2006年2月10日 | アメリカ、サンフランシスコ     | アメリカ合衆国 | ●2-3 | 親善試合                            |
| 2. | 2006年2月22日 | 日本、横浜市                   | インド         | ○6-0 | AFCアジアカップ2007 (予選)          |
| 3. | 2006年5月9日  | 日本、大阪市                   | ブルガリア     | ●1-2 | キリンカップサッカー2006            |
| 4. | 2007年3月24日 | 日本、横浜市                   | ペルー         | ○2-0 | キリンチャレンジカップ2007          |
| 5. | 2007年7月16日 | ベトナム、ハノイ               | ベトナム       | ○4-1 | AFCアジアカップ2007 グループリーグ  |
| 6. | 2007年7月16日 | ベトナム、ハノイ               | ベトナム       | ○4-1 | AFCアジアカップ2007 グループリーグ  |
| 7. | 2007年9月11日 | オーストリア、クラーゲンフルト | スイス         | ○4-3 | 3大陸トーナメント                   |
| 8. | 2008年2月6日  | 日本、さいたま市               | タイ           | ○4-1 | 2010 FIFAワールドカップ・アジア予選 |

## エピソード
ジェフ千葉の入団懇親会で、当時監督のイビチャ・オシムは「あなたは子供さんを最後まであきらめずに走る子に育てましたか」と巻の両親に尋ね、「うちの子は下手です。でも親として、監督が今おっしゃったことだけは自信があります」と父親が返答した。オシムは「そうなら、わたしが責任を持って育てます」と約束した。
上記のようにオシム語録には巻と関わり深いものが多い。下記はその代表的な例である。
- 「一生懸命頑張った人間が報われた典型的な例だ」 （巻のW杯メンバー入りに対して）
- 「まずはわたしの練習を100%でやれ。今のあなたに足りないものは、その練習に全部詰まっている」（巻に「自分には何が足りないんですか?」と聞かれて）
- 「巻はジダンにはなれないでしょう。でも、ジダンにはないものがあります」